# Kobišnica
Kobišnica (en serbe cyrillique : Кобишница) est une localité de Serbie située dans la municipalité de Negotin, district de Bor. Au recensement de 2011, elle comptait 1 154 habitants.
Kobišnica, officiellement classée parmi les villages de Serbie, est située à proximité de la Jasenička reka, un affluent du Danube.

## Démographie

### Évolution historique de la population
| 1948  | 1953  | 1961  | 1971  | 1981  | 1991  | 2002  | 2011  |
| ----- | ----- | ----- | ----- | ----- | ----- | ----- | ----- |
| 2 854 | 2 935 | 2 915 | 2 876 | 2 778 | 2 505 | 1 355 | 1 154 |

|  |